# Qissa Khawani Bazaar
El Qisasa Khwani Bazaar (pastún:کيسه خوانې بازار, en urdu: قصه خواني بازار‎, "mercado de los contadores de historias") es un famoso bazar de Peshawar, en la provincia Jaiber Pajtunjuá de Pakistán.
El viajero Lowell Thomas y el comisionado británico Herbert Edwardes lo llamaban "el Piccadilly de Asia Central".

## Generalidades
El Qissa Khawani Bazaar o la romántica 'de la calle Story-escrutadores "se extiende de oeste a este en el corazón de la ciudad de Peshawar. El carácter cosmopolita de Qissa Khawani Bazaar está alineada con su tradicional kehwa khanas, TIKKA Kabab, Chapli Kabab y fruta seca a lo largo de las tiendas con modernas salas de espectáculo de cuero y la cerámica de colores brillantes prendas. En días pasados, el bazar es el sitio de camping para caravanas y aventuras militares.
Peshawar y Qissa Khwani El Bazar] Obtenido 24 de septiembre de 2008.  Los narradores profesionales recitado baladas y cuentos de la guerra y el amor a las turbas de los comerciantes y los soldados. Hoy en día, la cuentacuentos y el arte de los cuentos se han ido, pero el ambiente del bazar sigue siendo la misma. Barbudo tribu negociar con los comerciantes ciudad durante interminables tazas de verde té. Personas de todas partes visitan la calle lleno de gente. Afganistán s, iraquí s, uzbekos, Tayikistán s, Afridi s, Tanoli y Shinwari s moverse con facilidad y gracia en sus coloridos trajes nativos. De Piccadilly y Qissa Khwani bazar (abril de 2003) Syed Amjad Hussain
Es el sitio de un masacre cuando soldados británicos dispararon contra una multitud de manifestantes desarmados en 1930.
El antiguo tiendas de Qissa Khawani bazar que todavía están allí y se activa Muhammad Khan Bambú (Ahora Maqsood de bambú) y la tienda de Lahore Sweet House.
También hay en este bazar varias editoriales con una larga tradición de publicar en persa libros sobre la literatura persa y la historia de Afganistán. Saba, Fazl y danés son ejemplos de este tipo de editores.
El padre del famoso actor de Bollywood Shahrukh Khan y Dilip Kumar también nacieron en Qissa Khwani Bazaar